# GRAVITY (T-SQUAREのアルバム)
『GRAVITY』（グラヴィティ）は、T-SQUAREの23枚目のアルバム。
1998年5月21日にリリース。

## 解説
スクェア23枚目のオリジナルアルバム。 
キーボードが和泉宏隆から難波正司、サックスが本田雅人から宮崎隆睦に交代したアルバム。難波はアルバムのプロデュースも担当。 
初回限定盤は2枚組で発売。
2枚目には、かつてスクェアに在籍したミュージシャン15人を迎えてスタジオ録音されたライブの定番曲「Japanese Soul Brothers」（安藤まさひろ作曲）を収録。
「Japanese Soul Brothers」は2001年にヴィレッジ・レコードから発売されたリマスター盤にはボーナストラックとして収録され1枚にまとめられている。

## 収録曲
1. The Seven Wonders - 安藤まさひろ作曲
2. Sailing The Ocean - 安藤まさひろ作曲
3. Ms. Bracing - 須藤満作曲
4. Tokyo Sound Machine - 安藤まさひろ作曲
5. Praise - 安藤まさひろ作曲
6. Down To Earth - 安藤まさひろ作曲
7. One Step Beyond - 則竹裕之作曲
8. Explorer - 須藤満作曲
9. The Forest House - 則竹裕之作曲
10. Away From Home - 安藤まさひろ作曲

 初回限定ボーナスディスク 
1. Japanese Soul Brothers - 安藤まさひろ作曲

## ミュージシャン
- T-SQUARE
  - 安藤まさひろ - Acoustic & Electric Guitar and Programing
  - 則竹裕之 - Drums, Percussion and Programing
  - 須藤満 - Bass and Programing
  - 難波正司 - Keyboard and Piano
  - 宮崎隆睦 - Sax, EWI and Flute
- 「Japanese Soul Brothers」参加ミュージシャン
  - 安藤まさひろ - Guitar
  - 宮崎隆睦 - Sax
  - 伊東たけし - Sax
  - 本田雅人 - Sax
  - 難波正司 - Keyboard
  - 久米大作 - Keyboard
  - 宮城純子 - Keyboard
  - 和泉宏隆 - Keyboard
  - 則竹裕之 - Drums
  - 河合誠一マイケル - Drums
  - 長谷部徹 - Drums
  - 田中豊雪 - Bass
  - 須藤満 - Bass
  - 御厨裕二 - Cutting Guitar
  - 仙波清彦 Percussion

## チャート成績
- 日本ゴールドディスク大賞 第13回（1998年度）ジャズ・アルバム・オブ・ザ・イヤー（邦楽）[1]